# Systemimmanent
Systemimmanent (Kompositum aus „System“, altgriechisch σύστημα sýstēma, deutsch ‚aus mehreren Teilen zusammengesetztes und gegliedertes Ganzes‘ und „immanent“, von lateinisch immanere ‚darin verbleiben‘) ist ein in der Regel in wissenschaftlichen Zusammenhängen gebrauchtes Adjektiv.
Der Begriff bedeutet zunächst, dass das als „systemimmanent“ Beschriebene in bezeichnender Weise bzw. selbstverständlich und natürlich zu dem betreffenden System dazugehöre; er bezeichnet eine Eigenschaft, die „selbstredend“ aus den Regeln eines Systems entsteht, ohne dass sie von diesem speziell beabsichtigt ist.
Oft werden negative Merkmale einer zumeist herrschaftlichen Struktur als systemimmanent bezeichnet, um deren Unreformierbarkeit zu verdeutlichen. So schließt z. B. ein Staat mit theokratischer Verfassung systemimmanent die Möglichkeit einer säkularen Gesellschaft aus.
Im technisch/rechtlichen Sinne findet der Begriff häufig in Fällen Anwendung, wenn speziell im Schadensfall die Ursache in der vom Auftraggeber gewählten Methode und folglich nicht in der Sphäre des Auftragnehmers liegt. Dies wiederum schließt Haftungsansprüche gegen den Unternehmer aus, sofern dieser seiner Prüf- und Warnpflicht nachgekommen ist.